# Kiši-karoj
Kiši-karoj (rusky Киши-карой) je hořkoslané bezodtoké jezero v Severokazachstánské oblasti v Kazachstánu. Má rozlohu 102 km². Leží v nadmořské výšce 53 m.

## Pobřeží
Nachází se v uzavřené propadlině uprostřed slanisek a porostů kostřavy a ostřice.

## Vodní režim
Zdroj vody je sněhový.